# Ura (Tatarstan)
Ura - Ура (rus) - és un poble de la República del Tatarstan, a Rússia. El 2010 tenia 431 habitants.